# Musée national de l'automobile d'Andorre
Le Musée national de l'automobile (en catalan : Museu Nacional de l'Automòbil) est un musée situé à Encamp, en Andorre. Il montre l'évolution des véhicules et leurs transformations depuis la fin du XIXe siècle jusqu'aux années 1970.

## Expositions
Le musée possède une collection de 80 véhicules, 60 motos et environ 100 vélos. Il comporte également des mini-personnages, des affiches, des publicités, des accessoires, etc.